# Kohtla-Nõmme
Die Landgemeinde Kohtla-Nõmme (Kohtla-Nõmme vald) lag im Kreis Ida-Viru im Nordosten Estlands. Sie wurde 2017 im Rahmen der estnischen Verwaltungsreform aufgelöst und ist nunmehr Teil der Gemeinde Toila.

## Beschreibung
Kohtla-Nõmme lag etwa zehn Kilometer von der Stadt Kohtla-Järve entfernt. Die Landgemeinde hatte eine Fläche von 4,7 km². Darauf lebten 1.032 Einwohner (Stand: 1. Januar 2010).
Die Bevölkerungsdichte betrug 220 Einwohner pro Quadratkilometer. Es war eine der kleinsten und gleichzeitig am dichtesten besiedelten Landgemeinden Estlands.
Die Geschichte von Kohtla-Nõmme ist eng mit dem Ölschiefer verbunden, der zwischen 1937 und 2001 hier abgebaut wurde. Das Bergbaumuseum von Kohtla-Nõmme bietet fachkundige Führungen durch die Originalstollen an.

## Sendemast Kohtla-Nõmme
Südlich des Orts befindet sich ein 254 Meter hoher Sendemast zur Verbreitung von Fernseh- und UKW-Hörfunkprogrammen. Er ist das vierthöchste Bauwerk in Estland seit 1984.